# 제11항공모함타격단
제11항공모함타격단(영어: Carrier Strike Group Eleven; CSG-11)은 미국 해군의 항공모함 강습단 중의 하나이다. 기함은 USS 니미츠 (CVN-68)이고, 부대는 제11항공모함비행단(CVW-11)과 제23구축함전대(DESRON-23)가 배속되어 있다.
현재 지휘관은 디 멜번(영어: Dee Mewbourne), 참모장은 마이클 J. 커리(Michael J. Coury)이다.

## 구조
- 기함: USS 니미츠 (CVN-68)
- 순양함 USS 초신 (CG-65), USS 잭 H. 루카스 (DDG-125)

### 제17항공모함항공단
제17항공모함항공단(CVW-17)

### 제9구축함전대
제9구축함전대(COMDESRON 9)
- USS 배리 (DDG-52)
- USS 청훈 (DDG-93)
- USS 커티스 위버 (DDG-54)
- USS 그리들리 (DDG-101)
- USS 존 폴 존스 (DDG-53)
- USS 폴 해민턴 (DDG-60)
- USS 샘슨 (DDG-102)
- USS 스테담 (DDG 63)

## 역사

### 제5순양함-구축함단
2007년 7월, 같은 6월에 제5항공모함단의 USS 모빌베이 (CG-53)가 제5순양함-구축함단으로 전속하였다.
2002년 연초에 USS 모빌베이 (CG-53)가 USS 초신 (CG-65)와 교대하였다.

### 제11항공모함타격단
2013년 5월 3일, 제11항공모함타격단은 제7함대에 배치되었다.

## 기록

### 계보
- (시기불명), (Cruiser-Destroyer Flotilla Nine's (CRUDESFLOT NINE)→제9순양함-구축함 전단
- 1973년, Cruiser Destroyer Group Five (CDG5)→제5순양함-구축함단
- 2004년, Carrier Strike Group Eleven (CSG11)→제11항공모함강습단

### 참전
- 이라크 자유 작전
- 항구적 자유 작전(OEF)
  - OEF-아프가니스탄/아프가니스탄 전쟁
  - OEF-HOA/아프리카의 뿔

## 참고
1. ↑  “CSG-11 Holds Change of Command Ceremony”. 《NNS140324-15》. Nimitz Carrier Strike Group Public Affairs. 2014년 3월 24일. 2014년 3월 27일에 원본 문서에서 보존된 문서. 2014년 3월 25일에 확인함.
2. ↑  “Command Biographies: Michael J. Coury”. U.S. Navy. 2014. 2014년 3월 27일에 원본 문서에서 보존된 문서. 2014년 3월 25일에 확인함.
3. ↑  “Nimitz Strike Group Enters 7th Fleet AOR”. 《NNS130503-07》. USS Nimitz Public Affairs. 2013년 5월 3일. 2013년 7월 23일에 원본 문서에서 보존된 문서. 2013년 5월 5일에 확인함.

- “Cruiser Destroyer Group FIVE”. 《globalsecurity.org》 (미국 영어). 2025년 5월 28일에 확인함.